# Stikine (Schiff)
Die Stikine ist eine Fähre der US-amerikanischen Reederei Inter-Island Ferry Authority.

## Geschichte
Die Fähre wurde unter der Baunummer 48 auf der Werft Dakota Creek Industries gebaut. Der Stapellauf erfolgte am 21. Januar 2006. Die Fähre wurde im März 2006 abgeliefert. Die Baukosten beliefen sich auf rund 17 Mio. US-Dollar. Der Schiffsentwurf stammte vom US-amerikanischen Schiffsarchitekturunternehmen Elliott Bay Design Group.
Das Schiff wurde im Mai 2006 in Dienst gestellt und zunächst auf der nur in den Sommermonaten bedienten Route im Norden des Alexanderarchipels zwischen Coffman Cove auf Prince of Wales Island, Wrangell auf Wrangell Island und South Mitkof auf Mitkof Island eingesetzt. Später tauschte sie die Route mit ihrem nahezu baugleichen Schwesterschiff Prince of Wales und verkehrt nun zwischen Ketchikan auf Revillagigedo Island und Hollis auf Prince of Wales Island.

## Technische Daten und Ausstattung
Das Schiff wird von zwei Caterpillar-Dieselmotoren des Typs 3512 angetrieben. Die Motoren wirken über Untersetzungsgetriebe auf zwei Verstellpropeller. Das Schiff ist mit einem Bugstrahlruder ausgestattet. Für die Stromerzeugung stehen drei Generatoren zur Verfügung.
Auf dem Hauptdeck befindet sich das geschlossene Fahrzeugdeck. Es ist über eine Zufahrt am Heck sowie im vorderen Bereich über eine Seitenpforte auf der Steuerbordseite zugänglich. Auf dem Fahrzeugdeck können 30 Pkw befördert werden. Oberhalb des Fahrzeugdecks befindet sich ein Deck mit Einrichtungen für die Passagiere. Hier stehen unter anderem Aufenthaltsräume und ein Restaurant zur Verfügung. Im Heckbereich befindet sich ein offener Decksbereich. Oberhalb des Passagierdecks befindet sich ein weiteres Deck mit der vollständig geschlossenen Brücke und weiteren Räumen. Für die Schiffsbesatzung sind unter anderem ein Aufenthaltsraum und Umkleiden eingerichtet. Das Schiff ist für 190 Passagiere zugelassen.